# Fujiwara no Korechika

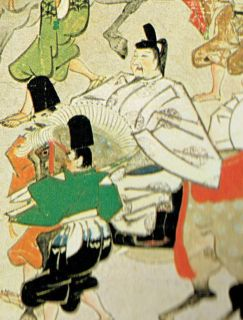
Fujiwara no Korechika

Fujiwara no Korechika (japanisch 藤原 伊周; geboren 974; gestorben 1010) war ein japanischer Fürst in der Mitte der Heian-Zeit. 

## Leben und Wirken
Fujiwara no Korechika war der zweite Sohn von Fujiwara no Michitaka (953–995). Seine Mutter hieß Takako (貴子), sie war die Tochter von Takashina Narita (高階 成忠; 923–998). Er wurde 994 zum „Innenminister“ (Naidaijin) ernannt. Nach dem Tod Michitakas kam es zu einem Streit mit seinen Onkeln Fujiwara no Michikane (955–995) und Fujiwara no Michinaga (966–1028) über die Nachfolge an der Macht. Korechika störte sich nicht daran, dass die Diskussion während der Krankheit seines Vaters Michitaka gemacht wurde. Er scheint gedacht zu haben, dass ihm selbst der Titel eines Prätors oder Regenten (摂政, Sesshū) verliehen würde.
Im folgenden Jahr kam es zu einer Liebesaffäre mit einer Frau namens Tamemitsu (為光), was zu Gerüchten führte, dass er das „Daigensui no Hō“ verehre. Das war bei seinen Untertanen nicht erlaubt. Im Jahr 1008 erhielt er einen Besitz von 1.000 Anwesen und hatte damit den gleichen Rang wie ein Minister, er wurde auch Gidosanshi (儀同三司) genannt. Im „Eika Monogatari“ (栄花物語) heißt es fälschlicherweise, dass Korechikas Abberufung auf die Geburt des ersten Prinzen des Kaisers Ichijō, Prinz Atsuyasu (皇子敦康), dessen Mutter Korechikas Schwester Teishi (定子) war, zurückzuführen sei.
Korechika hatte seine Hoffnungen auf Prinz Atsuyasu gesetzt, aber seine Hoffnungen wurden mit der Geburt von Prinz Atsuhira (皇子敦成), dem Sohn von Michinagas Tochter Chūgū Shōshi (988–1074), und dem Niedergang der Chūkanpaku-Familie (中関白家) im Zuge der Machterweiterung Michinagas enttäuscht. Obwohl er ein schwacher Politiker war, war er ein literarisch begabter Mann und wird im „Ō-kagami“ (大鏡) – „Großen Spiegel“ erwähnt: er habe „mehr als genug für Japan hinterlassen“.